# Diana Arón
Diana Frida Arón Svigilisky (Santiago, 15 de febrero de 1950-Villa Grimaldi, 10 de enero de 1975) fue una periodista chilena, militante del Movimiento de Izquierda Revolucionaria (MIR) y detenida desaparecida durante la dictadura militar del dictador Augusto Pinochet.

## Detención
Estudió en el Instituto Hebreo y luego periodismo en la Universidad Católica, desarrolló su práctica profesional en el Canal 13, perteneciente a la misma universidad. Al titularse comenzó a trabajar como reportera de la revista Onda de la Editorial Quimantú. Era militante del Movimiento de Izquierda Revolucionaria y como tal integró el equipo de redacción de El Rebelde medio de comunicación de dicha organización.
Detenida por agentes de la DINA el 18 de noviembre de 1974, alrededor de las 15:00 horas, en circunstancias que transitaba por Avda. Ossa con el fin de dirigirse a casa de unos amigos. Al percatarse que iba a ser aprehendida por civiles que se movilizaban en una camioneta Chevrolet nueva, intentó huir del lugar resultando herida por impactos de bala en el pulmón y en el riñón, según le refirieron a su novio Luis Muñoz González los propios agentes cuando este se encontraba recluido en Villa Grimaldi. Tras ser detenida y herida, fue trasladada a Villa Grimaldi y en horas de la noche de ese mismo día fue trasladada a una Clínica de la DINA ubicada en calle Santa Lucía, desde donde desaparece.
Según Osvaldo Romo, uno de sus captores, fue asesinada, hecho que fue corroborado por la flaca Alejandra, en una entrevista concedida a la periodista Nancy Guzmán:

Marcia Merino, la flaca Alejandra, se refiere al antisemitismo y al antimarxismo de Krassnoff al relatarnos la muerte de Diana Arón Svigilisky, en una entrevista sostenida con la autora el 16 de diciembre de 1995.-Me recuerdo que cuando llegó Diana Arón a Villa Grimaldi estaba herida a bala y sangraba, pero igual la torturaron y fue el propio Krassnoff quien se encargó de hacerlo. Lo sé porque tenía las manos con sangre. "Lo que más me impactó fue que Krassnoff salió de la sala de torturas con las manos ensangrentadas gritando (...) "marxista, y además judía" (...) Eso lo decía con la cara desencajada, además, el jamás decía garabatos y esa vez estaba tan enojado que gritaba..."

El 10 de diciembre de ese año,1974, fue detenido Luis Alfredo Muñoz González, novio de la afectada con quien vivía. Tras su arresto fue trasladado a Villa Grimaldi en donde fue intensamente interrogado y torturado. En ese recinto, un agente, le dijo que Diana Frida había sido detenida y que él mismo había participado en la diligencia efectuada en Avda. Ossa. Le agregó que en la operación Diana Aron intentó huir y que había sido alcanzada por 4 disparos. Finalmente, alrededor del 20 de enero de 1975, el mismo Capitán le informó que Diana había muerto el 10 de enero. Luis Muñoz, indica en su declaración judicial, que estando detenido en el Campamento Puchuncaví, tuvo oportunidad de conversar con un joven que fue detenido dos días antes que Diana Aron, quien le dijo que fue mantenido en una Clínica clandestina en donde había conocido a una niña de nombre Diana. Su familia realizó numerosas gestiones y diligencias con el fin de dar con su paradero, pero ellas no dieron resultado alguno, y aún desconocen la suerte que corrió en manos de la DINA.

## Proceso judicial en dictadura
El 13 de diciembre de 1974 se presentó recurso de amparo en su favor ante la Corte de Apelaciones de Santiago, rol 1562-74. En el recurso se expone que fue detenida por civiles movilizados en una camioneta Chevrolet nueva, en momentos que transitaba por Avda. Ossa. Durante la tramitación del recurso se requirió informes al Ministerio del Interior, al Comandante en Jefe de la Zona en Estado de Sitio y al Comando de Aviación de Combate, recibiéndose respuestas negativas de las respectivas autoridades. Ese mismo mes, su hermana Ana María Aron, recurrente de amparo, pone en conocimiento de la Corte, haber visitado en 3 Álamos al marido de la amparada, quien le refirió que un Oficial de Ejército le había manifestado que Diana Aron en su detención habría resultado herida en un pulmón y en un riñón, llegando al lugar de reclusión en estado inconsciente y con mucha pérdida de sangre, siendo trasladada al Hospital Militar. El 17 de marzo, la Corte de Apelaciones rechazó el recurso de amparo.
El 25 de marzo de 1975, el 11.º Juzgado del Crimen de Santiago dio inicio a la causa 1803. El 3 de octubre de 1975, el 11.º Juzgado del Crimen se declaró incompetente de seguir conociendo la causa, remitiendo los antecedentes al 8.º Juzgado del Crimen. El 30 de octubre el 8.º Juzgado del Crimen aceptó su competencia. En la tramitación de esta última causa, se habían recibido informes negativos del Instituto Médico Legal, del Hospital Militar, del SENDET, y se había tomado declaración a Luis Muñoz González. El 14 de enero de 1976, la causa fue sobreseída temporalmente con el fundamento de que de los antecedentes existentes en autos no resulta suficientemente acreditado el delito. Con fecha 19 de marzo la Corte de Apelaciones confirmó el auto de sobreseimiento. El 16 de noviembre de 1992 fue detenido el exagente de la DINA Osvaldo Romo Mena, el referido agente, en 1975, reconoció a un detenido de Villa Grimaldi que Diana Aron había sido asesinada.

## Informe Rettig
Familiares de Diana Arón presentaron su testimonio ante la Comisión Rettig. Comisión de Verdad que tuvo la misión de calificar casos de detenidos desaparecidos y ejecutados durante la dictadura. Sobre el caso de Diana Arón, el Informe Rettig señaló que:

“El 18 de noviembre de 1974 fue detenida en la vía pública en la comuna de Ñuñoa la militante del MIR Diana Frida ARON SVIGILISKI, quien como producto de la detención, resultó herida a bala.
En el mes de diciembre de 1974 fue detenido por la DINA el conviviente de Diana Frida Aron quien se enteró en Villa Grimaldi de que ésta había pasado por allí y había sido trasladada a la Clínica de la DINA ubicada en calle Santa Lucía. Dichos antecedentes son corroborados por otros recibidos por la Comisión y se han estimado suficientes para llegar a la convicción de que Diana Aron desapareció por acción de la DINA, en violación de sus derechos humanos.”

## Proceso judicial en democracia
Luego de la detención de Pinochet en Londres, se activaron los juicios de derechos humanos. El caso de Diana Arón fue investigado por el ministro en visita Alejandro Solís. El 14 de mayo de 2004, el ministro Alejandro Solís dictó sentencia en caso de Diana Arón, en su resolución el magistrado condenó a cinco exagentes de la DINA, a penas de prisión:
- Manuel Contreras Sepúlveda: 15 años de prisión,
- Miguel Krassnoff Martchenko: 15 años de prisión,
- Osvaldo Romo: 10 años de prisión,
- Pedro Espinoza 10 años de prisión,
- Marcelo Moren Brito: 10 años de prisión.

Todos los exagentes de la DINA como autores del delito de secuestro calificado de Diana Aron.
En la etapa de investigación, el magistrado logró establecer la siguiente secuencia de hechos: 

“Que, los referidos antecedentes, constitutivos de presunciones judiciales que reúnen todos los requisitos exigidos por el artículo 488 del Código de Procedimiento Penal, permiten tener por legalmente acreditado en proceso que Diana Frida Arón Svigilsky, era la encargada de comunicaciones del MIR, cuyos miembros inspiraban la labor de seguimiento y exterminio por parte del grupo de funcionarios de la DINA que se desempeñaban en la brigada denominada “Halcón”, la cual estaba a cargo de la desarticulación y exterminio de tal movimiento; se concibió hacerle una emboscada a aquella, con la intervención de una ex militante del MIR, María Alicia Gómez, apodada “Carola” quien, tras ser detenida estaba colaborando con los agentes de la DINA, la cual concertó con la otra  “un punto” en el sector de Avenida Ossa; hasta el lugar llegaron, al menos, dos vehículos con agentes de la DINA e intentaron aprehenderla, ella intentó huir siendo herida por unos 4 disparos; una vez detenida fue conducida, para ser interrogada y torturada, a diversos recintos secretos de la DINA, donde fue vista por otros detenidos: José Domingo Cañas, Villa Grimaldi, Cuatro Alamos y una clínica clandestina llamada “Santa Lucía”, donde se le vio, por última vez, alrededor del día 16 de enero de 1974, desconociéndose hasta ahora su actual paradero.  En el intertanto, a su conviviente Luis Muñoz, quien permaneció detenido en Villa Grimaldi, se le interrogaba con la promesa de que si colaboraba, dando informaciones, a Diana Frida Arón se la atendería clínicamente en forma adecuada”.

En segunda instancia el caso fue resuelto el 1 de junio de 2005, cuando la 5.º Sala de la Corte de Apelaciones de Santiago revocó la sentencia dictada en primera instancia por el ministro Alejandro Solís contra los exagentes de la DINA. Se aceptó la apelación, el argumento fue que los Convenios de Ginebra a pesar de estar vigentes en 1973, estos no rigen en los hechos investigados en 1974. Por tanto está vigente el Decreto Ley de Amnistía que debe ser aplicado para el delito. Por tanto la Corte de Apelaciones de Santiago absolvió de sus condenas a los exagentes de la DINA: Manuel Contreras Sepúlveda, Miguel Krassnoff Martchenko, Osvaldo Romo Mena, Pedro Espinoza Bravo y Marcelo Moren Brito, quienes habían sido condenados como autores del delito de secuestro calificado.
El caso judicial de Diana Arón concluyó el 30 de mayo de 2006, cuando la Corte Suprema ratificó la sentencia condenatoria del magistrado Alejandro Solís. La Sala Penal de la Corte Suprema aceptó el recurso de casación de los querellantes, se declaró nula la sentencia de segunda instancia. Se confirmaron las penas los exagentes de la DINA, confirmando las penas de 15 años de prisión para Manuel Contreras Sepúlveda y Miguel Krassnoff Martchenko, y 10 años de prisión para Osvaldo Romo Mena, Pedro Espinoza Bravo y Marcelo Moren Brito, todos como autores del delito de secuestro calificado de Diana Aron Svigilsky.